# Subembrancament
En biologia, un subembrancament és un tàxon intermedi entre embrancament i superclasse. El tàxon subdivisió, en les plantes i fongs, equival al subembrancament.
No tots els embrancaments estan dividits en subembrancaments. Entre els que sí que ho estan hi ha:
- Arthropoda: dividit en els subembrancaments Trilobitomorpha, Chelicerata, Myriapoda, Hexapoda i Crustacea,
- Branchiopoda: dividit en els subembrancaments Linguiliformea, Craniformea i Rhychonelliformea,
- Chordata: dividit en els subembrancaments Urochordata, Cephalochordata i Vertebrata.